# Physocyclus modestus
Physocyclus modestus is een spinnensoort uit de familie trilspinnen (Pholcidae). De soort komt voor in Mexico. 